# 司琴星
司琴星（21 Lutetia）是一顆大型的主帶小行星，有著不尋常的光譜類型，測量得到的直徑大約是100公里（長軸為130公里）。羅塞塔號曾在2010年7月飛掠過這顆小行星，所以它曾是太空船近距離觀察過最大的小行星，直到黎明號接近灶神星之前。

## 錯誤的中文譯名
司琴星由德國出生，長期居住在法國的天文學家赫爾曼·邁爾·薩洛蒙·戈爾德施密特1852年11月15日發現。1852年11月23日由當時法國巴黎天文台台長弗朗索瓦·阿拉戈以當時羅馬高盧時代塞納河一個沼澤區盧泰西亞（拉丁文 Lutetia，現時塞納河巴黎聖母院位置）命名。
中國首次出現這顆小行星的中文譯名是由偉烈亞力和李善蘭翻譯約翰·赫歇爾的《談天》（Outlines of Astronomy），原文1859年由上海墨海書館刊行，當時的譯名將Lutetia錯誤理解為lute 這種樂器，更加誤解Lutetia字尾tia是掌管這種樂器的女神名字，因此誤譯為「琴女星」。1986年出版的《英漢天文學詞彙》按照沼澤區拉丁文更改為「巴黎星」，但是後來1999年出版的《英漢天文學詞彙》又按照《談天》的錯誤理解，翻譯成為「司琴星」，該名稱一直被中國天文學會天文學名詞審定委員會/全國科學技術名詞審定委員會天文學名詞審定委員會的《天文學名詞》使用至今。
羅塞塔號於2010年7月10日在近距離飛越了這顆小行星，傳送回清晰的照片，不只引起了大眾的注意，也引發了中文譯名的爭議。天文名詞委員經過一番討論與溝通，並檢視原始的命名資料，確認了Lutetia是源自巴黎古地名的拉丁文。同時也注意到小行星3317的英文名稱是Paris，雖然與巴黎完全相同，但卻是依據神話人物命名的。不過，基於「司琴星」之名以當年計算，已經使用了十多年，認為不宜輕言變動，因此仍維持原名，不做變動，但可以依據譯音稱為魯特西亞，同時也確認小行星3317的中文名稱是帕里斯而非巴黎。

## 觀察和探測
魯特西亞是在1852年11月15日被戈爾德·施密特在他巴黎的公寓從陽台發現的。
魯特西亞曾有兩次掩星的觀測報告，分別於1997年發生在馬爾地夫和2003年發生在澳大利亞。雖然每次都只有單一弦長的報告，但大致上與IRAS的測量結果一致。
在2010年7月10日，歐州的羅塞塔號太空探測器在前往楚留莫夫－格拉希门克彗星的中途，以3,160公里的近距離，15公里/秒的相對速度飛越過魯特西亞。觀測資料將有助於確認魯特西亞是一顆尚未分化的原始C-型小行星，還是從一顆更大的小行星核心分化出的M-型小行星。在這之前太空船曾經探測過最大的小行星是梅西爾德星。

## 特徵
魯特西亞的組成曾經困擾了天文學家一段時間，羅賽德號在2010年的飛越預計可以消除這些疑惑。魯特西亞雖然列入M-型小行星，其中大部分都是金屬，但魯特西亞在表面呈現的金屬成分並不是很多，顯然有些異常而與眾不同。實際上，表面有各種非金屬的跡象：平坦、低頻的光譜類似碳質隕石和C-型小行星，並且沒有類似的金屬隕石 ，低的雷達反照率也不同於高反照率的16 靈神星(Psyche)強烈金屬小行星。水合物質在它表面的證據，豐富的矽酸鹽和比其他小行星更厚的風化層，魯特西亞被懷疑密度高達5g/ cm³。
光度曲線的分析顯示魯特西亞大致上是球形，但表面有著"尖銳和不規則的形狀"和他的極點朝向可能是黃道座標 (β, λ) = (3°, 40°)或(β, λ) = (3°, 220°)，有著10°的不確定性。這樣的轉軸傾角各自是85°或89°，意味著自轉軸大約是平行於黃道，類似於行星中的天王星。

## 外部連結
- model deduced from lightcurve（页面存档备份，存于）
- simulation（页面存档备份，存于） from JPL (Java) / （页面存档备份，存于）
- blog（页面存档备份，存于）
- snaps views of asteroid Lutetia（页面存档备份，存于）

| 前一小行星： (20)王后星 | 小行星列表 | 後一小行星： (22)司賦星 |